# Browningia amstutziae
Browningia amstutziae là một loài thực vật có hoa trong họ Cactaceae. Loài này được (Rauh & Backeb.) Hutchison ex Krainz mô tả khoa học đầu tiên năm Nov. 1965.